# Carterinida

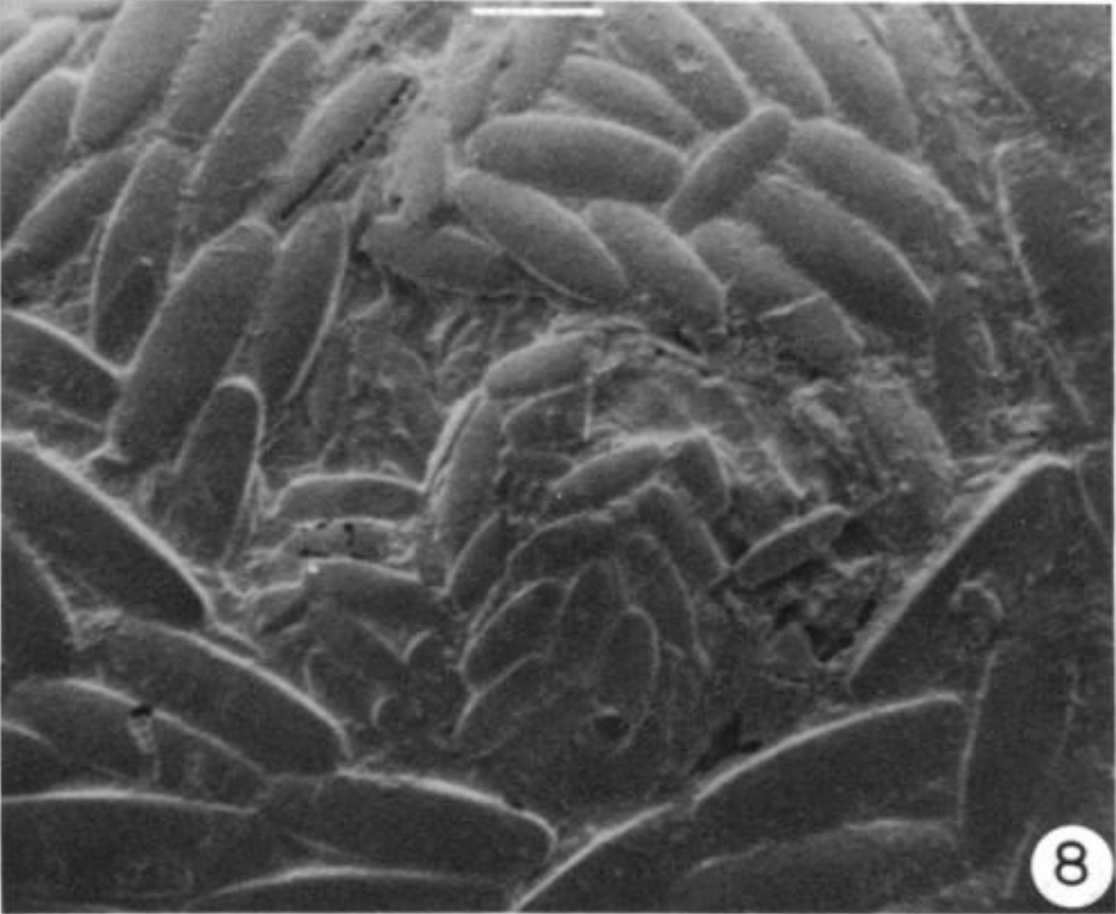
SEM-fotomikrogáf a Carterina spiculotesta házáról, ahol a ház szerves mátrixán tüskék láthatók.

A Carterinida többkamrás likacsosházúak rendje a Globothalamea osztályban. Kemény házakat alkot vékony kalcitcsövekből, melyeket fehérjemátrix tart össze. 2023 augusztusában egyetlen családja a Carterinidae volt.

## Történet
Sokáig egyetlennek tekintett nemzetségét, a Carterinát először Brady írta le 1884-ben, ennek első ismert faja, a Carterina spiculotesta azonban már Carter 1877-es leírásában szerepelt. Őket korábban a Trochamminaceába sorolták Brönnimann és Whittaker, mivel összetapasztott falúnak tekintették, míg Loeblich és Tappan a tüskéket a likacsosházú által készítettnek tekintették, így önálló rendbe sorolták – a Carterinidát Loeblich és Tappan írta le 1981-ben. A Zaninettiát 1983-ban írták le Brönnimann és Whittaker, és szekunder septumokkal jellemezték, ezt azonban nem a Trochamminacea, hanem a Remaneicacea főcsaládba sorolták, melyek mind a Trochamminina alrendbe tartoznak. A Zaninettinae alcsaládba sorolták Brönnimann, van Dover és Whittaker 1989-ben az Abyssotherma nemzetséget is.
Brönnimann et al. 1988-ban a Trochamminacea főcsalád Trochamminidae családján belül a Carterininae alcsaládba sorolták, melyet Loeblich és Tappan hoztak létre 1955-ben. Ez fiatalon interiomarginális nyílású, felnőttként viszont több nyílása van, egyetlen nemzetségeként pedig a Carterinát sorolták ide.
2011-ben Mathieu, Bellier és Granier nagykristályos üveges kalcitként írta le falát.
A Zaninettiát sokáig nem fogadták el egyhangúlag, de egy 2014-es genetikai tanulmány szerint a két Zaninettia-faj a Carterinával rokon önálló genetikai csoportokat alkot. E tanulmány megerősítette azt is, hogy a Carterinida önálló Globothalamea-csoport, és több meg nem nevezett Trochamminida-fajt a klád valószínű tagjaként írt le.
2013-ban sorolták a Globothalameába Pawlowski et al. a Carterináról szóló, 2013-ig kiadatlan molekuláris adatok alapján. Falát ekkor alacsony magnéziumtartalmú kalcitból állóként írták le szerves kötőanyaggal, de 2023-ban de Nooijer et al. új geokémiai adatokat közölt róla, például recens fajairól kimutatták, hogy magas magnéziumtartalmú kalcitjuk.

## Morfológia
A Carterinida tüskéinek eredete sokáig vita tárgya volt: mivel fehérjemátrix által összetartottnak gondolták, feltételezték, hogy az Amoebozoa Trichosphaerium nemzetségének tüskéiből hozza létre házát. Viszont életciklusa megfigyelésekor nem találtak bizonyítékot az összetapadásra, és a csoport tagjait mesterséges szubsztrátokon is megfigyelték, ahol nem találhatók ilyen tüskék. Ez alapján e tüskéket inkább a Carterinida maga hozza létre. Számos kamrája van, és trochospirálisan tekeredik.
Tüskéi a külső környezetétől függő magnéziumtartalmú kalcitból állnak belső szerves „blebekkel”. Két tüskeméret van, a kisebbek szorosan a nagyobbak közt találhatók. A sejtben termelődhetnek, majd helyükre kerülnek, mivel lekerekítettek, és a szomszédos tüskék nem kapcsolódnak. Egy 2023-as tanulmány szerint háza magas magnéziumtartalmú kalcitot is tartalmaz.
A Carterina és a Zaninettia megkülönböztethető továbbá tüskéi alakja révén is: a Carterináéi tojás alakúak, míg a Zaninettiáéi lekerekített téglalap alakúak. Ezek mérete minden hozzáadott kamrával egyre nő, a legkülső körön akár csak 2–3 kamra is lehet.
Általában trochospirális, de lehet egy- vagy háromsorozatú.

## Élőhely
Bentikus.

## Filogenetika
Két nemzetségét, a Carterinát és a Zaninettiát önálló családokba sorolta Debenay 2012-es könyve Carterinidae és Zaninettidae néven.

## Genetika
Részleges 18S rRNS-adatok alapján egy ismeretlen Trochamminida-faj testvércsoportja lehet. A Zaninettia egy 18S rRNS-részlet alapján monofiletikus, míg egy teljes 18S rRNS-elemzés szerint a Carterina spiculotesta a Z. conica testvérfaja, míg az általuk alkotott közös csoporté a Z. manaarensis, azonban ennek oka lehet a Z. manaarensis 18S rRNS-ének erős változékonysága.

## Evolúció
A Carterinida – ezen belül a Carterina – fosszíliái a Ceara- és Potiguar-medencékben (brazil tengerpart) a campaniaiig ismertek, de a cenomaniaiból is származhatnak.
Magas magnéziumtartalmú kalcitja a tengervíz krétai alacsony magnéziumtartalmára utal, melyben nem kellett aktívan kivonni a magnéziumot a házépítéskor. Sokkal később jelent meg más rendeknél, oly korban, melyben a Miliolida megjelenési idejéhez hasonlóan alacsony volt a Mg/Ca arány és az oldott szervetlen szénvegyületek mennyisége.

## Fordítás
Ez a szócikk részben vagy egészben  a   Carterinida című angol Wikipédia-szócikk ezen változatának fordításán alapul.  Az eredeti cikk szerkesztőit annak laptörténete sorolja fel. Ez a jelzés csupán a megfogalmazás eredetét és a szerzői jogokat jelzi, nem szolgál a cikkben szereplő információk forrásmegjelöléseként.